# Kalanchoe lindmannii
Kalanchoe lindmannii ist eine Pflanzenart der Gattung Kalanchoe in der Familie der Dickblattgewächse (Crassulaceae).

## Beschreibung

### Vegetative Merkmale
Kalanchoe lindmannii ist eine ausdauernde, vollständig kahle Pflanze, die Wuchshöhen von bis zu 60 Zentimeter erreicht. Ihre Wurzel sind knollig. Die einfachen, aufrechten, robusten und dicken Triebe sind gelegentlich an ihrer Basis bis zu einem Durchmesser von 2 Zentimeter aufgeblasen. Die sitzenden Laubblätter sind kräftig. Die eiförmige, längliche bis länglich linealische Blattspreite ist 2,5 bis 12 Zentimeter (selten bis zu 18 Zentimeter) lang und 1 bis 4 Zentimeter breit. Ihre Spitze ist stumpf bis zugespitzt, zusammengezogen und dann zur Basis etwas vergrößert. Der Blattrand ist ganzrandig bis leicht gewellt.

### Generative Merkmale
Der dichte Blütenstand besteht aus ebensträußigen Rispen. Er erreicht eine Länge von 4,5 bis 20 Zentimeter und ist ebenso breit. Die aufrechten Blüten stehen an 8 bis 16 Millimeter langen, schlanken Blütenstielen. Ihr glockenförmiger Kelch ist kürzer, gleich lang oder häufig länger als die Krone. Die Kelchröhre ist 1,2 bis 1,6 Millimeter lang. Die linealischen, eiförmig-linealischen, leicht zugespitzten, etwas dornenspitzigen Kelchzipfel sind 6 bis 17 Millimeter lang und 2,4 bis 3,4 Millimeter breit. Die fast urnenförmige Kronröhre ist gelb und 9 bis 13 Millimeter lang. Ihre eiförmigen, eiförmig-länglichen, spitz dornenspitzigen Kronzipfel weisen eine Länge von 4 bis 7 Millimeter auf und sind 2,5 bis 3,5 Millimeter breit. Die Staubblätter sind oberhalb der Mitte der Kronröhre angeheftet und ragen nicht aus der Blüte heraus. Die eiförmige, stumpfen Staubbeutel sind etwa 1,25 Millimeter lang. Die fast linealischen, ausgerandeten Nektarschüppchen weisen eine Länge von 4 bis 6 Millimeter auf und sind 0,6 bis 1 Millimeter breit. Das längliche, zur Spitze verschmälerte Fruchtblatt weist eine Länge von 10 bis 13 Millimeter auf. Der Griffel ist 0,4 bis 0,6 Millimeter lang.
Die länglich verkehrt eiförmigen Samen erreichen eine Länge von 1,1 bis 1,3 Millimeter.

## Systematik und Verbreitung
Kalanchoe lindmannii ist in Angola in Trockenwäldern auf steinigen Böden in Höhen von 1800 bis 2000 Metern verbreitet.
Die Erstbeschreibung durch Raymond-Hamet wurde 1913 veröffentlicht.

## Nachweise